# Lista de praias da cidade do Rio de Janeiro
Esta lista inclui todas as praias da cidade do Rio de Janeiro.

## Zona Central
| Bairro  | Nome                               | Extensão (km) |
| ------- | ---------------------------------- | ------------- |
| Paquetá | Batata                             | 0,10          |
| Paquetá | Buraco                             | 0,06          |
| Paquetá | Catimbau                           | 0,31          |
| Paquetá | Cidade                             | 0,09          |
| Paquetá | Coqueiro                           | 0,05          |
| Paquetá | Coqueiros / Pintor Castagneto      | 0,34          |
| Paquetá | Covanca                            | 0,37          |
| Paquetá | Darke de Mattos                    | 0,06          |
| Paquetá | Frades / Manoel Luiz               | 0,21          |
| Paquetá | Gaivotas / Ribeira                 | 0,33          |
| Paquetá | Grossa                             | 0,17          |
| Paquetá | Guarda / José Bonifácio            | 0,74          |
| Paquetá | Imbuca                             | 0,27          |
| Paquetá | Iracema                            | 0,04          |
| Paquetá | Lameirão / Freire Júnior           | 0,21          |
| Paquetá | Moema                              | 0,04          |
| Paquetá | Moreninha / Comprida / Dr. Aristão | 0,82          |
| Paquetá | São Roque                          | 0,21          |
| Paquetá | Tamoios                            | 0,48          |
| Paquetá | Veloso                             | 0,15          |

## Zona Norte
| Bairro               | Nome                        | Extensão (km) |
| -------------------- | --------------------------- | ------------- |
| Bancários            | Bancários                   | 0,18          |
| Bancários            | Congonhas do Campo / Barão  | 0,29          |
| Cacuia               | Alentejo                    | 0,40          |
| Cacuia               | Brava                       | 0,17          |
| Cacuia               | Golfinho                    | 0,48          |
| Cidade Universitária | Amendoeira                  | 1,44          |
| Cidade Universitária | Coqueiros                   | 0,50          |
| Cidade Universitária | Duas Irmãs                  | 0,35          |
| Cidade Universitária | Fundão                      | 0,16          |
| Cidade Universitária | Grande                      | 0,24          |
| Cidade Universitária | Polvo                       | 0,44          |
| Cidade Universitária | Varanda                     | 0,55          |
| Cidade Universitária | Velho Navio                 | 0,52          |
| Cocotá               | Cocotá                      | 0,23          |
| Freguesia            | Bananal                     | 0,09          |
| Freguesia            | Flamboyants                 | 0,21          |
| Freguesia            | Grande                      | 0,75          |
| Freguesia            | Guanabara / Freguesia       | 1,43          |
| Freguesia            | Moça                        | 0,34          |
| Freguesia            | Pelônias                    | 0,48          |
| Freguesia            | Saco do Pinhão              | 1,01          |
| Galeão               | Belo Jardim                 | 0,54          |
| Galeão               | Gaegos                      | 1,69          |
| Galeão               | São Bento                   | 1,00          |
| Galeão               | Galeão                      | -             |
| Tubiacanga           | Tubiacanga                  | 0,42          |
| Jardim Guanabara     | Bica                        | 1,60          |
| Jardim Guanabara     | Engenho Velho / Quebra-Coco | 0,54          |
| Ramos/Maré           | Ramos                       | 0,46          |
| Pitangueiras         | Pitangueiras                | 0,48          |
| Praia da Bandeira    | Bandeira                    | 0,45          |
| Ribeira              | Engenhoca                   | 0,25          |
| Ribeira              | Ribeira                     | 0,08          |
| Tauá                 | Rosa                        | 0,37          |
| Zumbi                | Zumbi                       | 0,14          |

## Zona Oeste
| Bairro                   | Nome                     | Extensão (km) |
| ------------------------ | ------------------------ | ------------- |
| Barra da Tijuca          | Amores                   | 0,2           |
| Barra da Tijuca          | Barra da Tijuca          | 5,9           |
| Barra da Tijuca          | Pepê                     | 1,7           |
| Barra da Tijuca          | Reserva                  | 8,0           |
| Barra de Guaratiba       | Barra de Guaratiba       | 0,45          |
| Barra de Guaratiba       | Búzios                   | 0,05          |
| Barra de Guaratiba       | Canto                    | 0,1           |
| Guaratiba                | Brisa / Aterro           | 1,7           |
| Grumari                  | Abricó                   | 0,4           |
| Grumari                  | Funda                    | 0,27          |
| Grumari                  | Grumari                  | 2,3           |
| Grumari                  | Inferno                  | 0,17          |
| Grumari                  | Meio                     | 0,32          |
| Grumari                  | Perigoso                 | 0,15          |
| Joá                      | Joatinga                 | 0,18          |
| Pedra de Guaratiba       | Capela                   | 0,3           |
| Pedra de Guaratiba       | Ponta Grossa             | 0,17          |
| Pedra de Guaratiba       | Venda Grande             | 0,35          |
| Sepetiba                 | Cardo                    | 0,8           |
| Sepetiba                 | Recôncavo / Dona Luiza   | 0,85          |
| Sepetiba                 | Sepetiba                 | 1,2           |
| Recreio dos Bandeirantes | Macumba                  | 1,3           |
| Recreio dos Bandeirantes | Pontal                   | 1,1           |
| Recreio dos Bandeirantes | Prainha                  | 0,55          |
| Recreio dos Bandeirantes | Recreio dos Bandeirantes | 2,6           |
| Recreio dos Bandeirantes | Secreto                  | 0,25          |

## Zona Sul
| Bairro      | Nome                           | Extensão (km) |
| ----------- | ------------------------------ | ------------- |
| Botafogo    | Botafogo                       | 0,62          |
| Copacabana  | Copacabana                     | 3,0           |
| Copacabana  | Prainha do Forte de Copacabana | 0,07          |
| Flamengo    | Flamengo                       | 1,65          |
| Flamengo    | Glória                         | 0,16          |
| Ipanema     | Arpoador                       | 0,4           |
| Ipanema     | Diabo                          | 0,2           |
| Ipanema     | Ipanema                        | 2,1           |
| Leblon      | Leblon                         | 1,2           |
| Leme        | Anel                           | 0,1           |
| Leme        | Leme                           | 0,9           |
| São Conrado | São Conrado / Gávea            | 2,0           |
| Urca        | Dentro                         | 0,12          |
| Urca        | Fora                           | 0,43          |
| Urca        | Vermelha                       | 0,25          |
| Urca        | Urca                           | 0,11          |
| Vidigal     | Vidigal                        | 0,4           |